# Рейчъл Мадау
Рейчъл Ан Мадау (на английски: Rachel Anne Maddow) е американска журналистка, телевизионна водеща и политически коментатор. Вечерното ѝ телевизионно шоу, излъчвано всяка делнична вечер по MSNBC от септември 2008 г., редовно изпреварва по гледаемост утвърдени програми като Лари Кинг Лайв и е особено популярно сред ключовата аудитория на възраст между 25 – 54 години.

## Биография
Мадау е родена и израства в Калифорния. Баща ѝ е капитан от ВВС на САЩ, по-късно адвокат, а майка ѝ е училищен администратор от Нюфаундланд, Канада. Началното ѝ образование преминава в консервативна католическа среда. През 1994 г. Мадау завършва бакалавърска степен по публична администрация в Станфордския университет. Печели престижната стипендия „Роудс“ (Rhodes Scholarship) и през 1995 г. продължава обучението си в Линкън Колидж към Оксфордския университет. Завършва с докторат по политология през 2001 г.
Мадау живее в Манхатън (откъдето се излъчва шоуто ѝ) и в Западен Масачузетс, заедно със своята партньорка, художничката Сюзън Микюла.